# يتما
يتما قرية فلسطينية في محافظة نابلس، يبلغ عدد سكانها حوالي 3363 نسمة حسب التعداد العام للسكان عام 2017، هي من القرى المحتلة عام النكسة.

## التسمية
ذٌكرت يتما في سجلات الدولة العثمانية باسم يتما، بفتح الأول وضم الثاني ثم ميم وألف.
سبب التسمية؛ سميت قرية يتما بهذا الاسم لانه يعود تاريخها إلى العهد الروماني وجاء من اسم شخص روماني اسمه باتميوس. ويعود تاريخ انشاء التجمع الحالي الى عام ١٣٦٦ ميلادي. ويعود اصل سكان قرية يتما الى شبة الجزيرة العربية.

## الجغرافيا
تقع في وسط فلسطين، وسط الضفة الغربية، إلى الجنوب من مركز محافظة نابلس على بعد قرابة 20 كم منها. يحيط بها من الشرق والجنوب بلدة قبلان، ومن الشمال بلدة بيتا، أما من الغرب فيحدها بلدتي ياسوف والساوية. بالقرب من القرية يقع جبل صبيح في حوض قبلان يقع بين قبلان ويتما وبيتا وتعود ملكيته لأهالي القرى ذاتها.

## التاريخ
عُثر على قطع أثرية تعود إلى العصر الحديدي الثاني، الفارسي، الهلنستية، الرومانية، الصليبية/الأيوبية، والمملوكية.

### العهد العثماني
تبعت يتما إلى الإمبراطورية العثمانية في عام 1517 مع كل فلسطين، وكانت تتبع ولاية شرق بيروت في الشام. في عام 1596 ظهر لأول مرة اسم يتما في سجلات الضرائب العثمانية، حيث دفعوا معدل ثابت للضريبة بنسبة 33,3٪ على المنتجات الزراعية المختلفة، مثل القمح، والشعير، والمحاصيل الصيفية، والزيتون، والماعز، وخلايا النحل. أشار إدوارد روبنسون في عام 1838 إلى أنها «قرية صغيرة في منطقة جورة مردة». عام 1882، أجرى صندوق استكشاف فلسطين الغربية مسحاً ووصفها بأنها «قرية صغيرة على أرض مرتفعة مع أشجار زيتون حولها».

### الانتداب البريطاني
في عام 1917، سقطت يتما بيد الجيش البريطاني، ودخلت البلدة مع باقي فلسطين مظلة الانتداب البريطاني على فلسطين عام 1920، وأصبحت يتما تتبع قضاء نابلس في تلك الفترة حتى وقوع النكبة.
أجرت سلطات الانتداب البريطاني تعدادا عاما للسكان عام 1922، وقد بلغ عدد السكان حوالي 242 نسمة جميعهم مسلمين، ثم تزايد العدد حتى وصل إلى 325 نسمة جميعهم مسلمين في تعداد عام 1931. أما في تعداد عام 1945، فتناقص عدد سكان يتما إلى حوالي 440 نسمة جميعهم مسلمين.

### الحكم الأردني
في أوائل خمسينيات القرن العشرين أتبعت يتما للحكم الأردني بين حربي 1948 و1967، وكان عدد سكانها آنذاك حوالي 618 نسمة عام 1961، وكانت تتبع إدارياً إلى قضاء نابلس.

### النكسة
سقطت يتما في يد الاحتلال بعد حرب النكسة.

### السلطة الفلسطينية
بعد تأسيس السلطة الفلسطينية، قسمت أراضي القرية إلى قسمين: الأول شكل حوالي 29% من المساحة الكلية للقرية، وعرف باسم المنطقة «ب»، بينما القسم الآخر والذي شكل النسبة المتبقية من المساحة الكلية للقرية، عرف باسم المنطقة «ج».

## السكان
دخلت فلسطين وفود كبيرة عبر العصور من تجار وغيرهم؛ وذلك لموقعها الهام كنقطة وصل بين القارات، ومركز للحضارات والأديان.
يبلغ عدد سكان يتما حاليا حوالي 3,363 نسمة جميعهم من المسلمين وذلك حسب التعداد العام للسكان 2017 الذي أجراه الجهاز المركزي للإحصاء الفلسطيني.
| السنة      | (1922) | (1931) | (1945) | (1961) | (تعداد 1997) | (تعداد 2007) | (تقدير 2012) | (تعداد 2017) |
| ---------- | ------ | ------ | ------ | ------ | ------------ | ------------ | ------------ | ------------ |
| عدد السكان | 242    | 325    | 440    | 618    | 2,228        | 2,822        | 3,167        | 3,363        |

## الاقتصاد

### الزراعة
تعد الزراعة القطاع الاقتصادي الرئيسي في البلدة، تنتج البلدة محاصيل الزيتون، والتين، واللوز، والقمح وبعض الخضراوات. لكن التوسع العمراني للبلدة والتوسع في البنية التحتية وفتح الشوارع قلص المساحات المزروعة من الأراضي الزراعية.